# Dasatinibe
Dasatinibe (BMS-354825) é um fármaco antineoplásico. É indicado para tratamento de leucemia mielóide crônica e leucemia linfoblástica aguda com cromossoma Filadélfia positivo.